# Папуга сірий
Папу́га сірий (Psittacus erithacus), або жако́ (від фр. jaco, варіанти jacot, jacquot) — вид птахів родини папугових (Psittacidae).

## Зовнішній вигляд

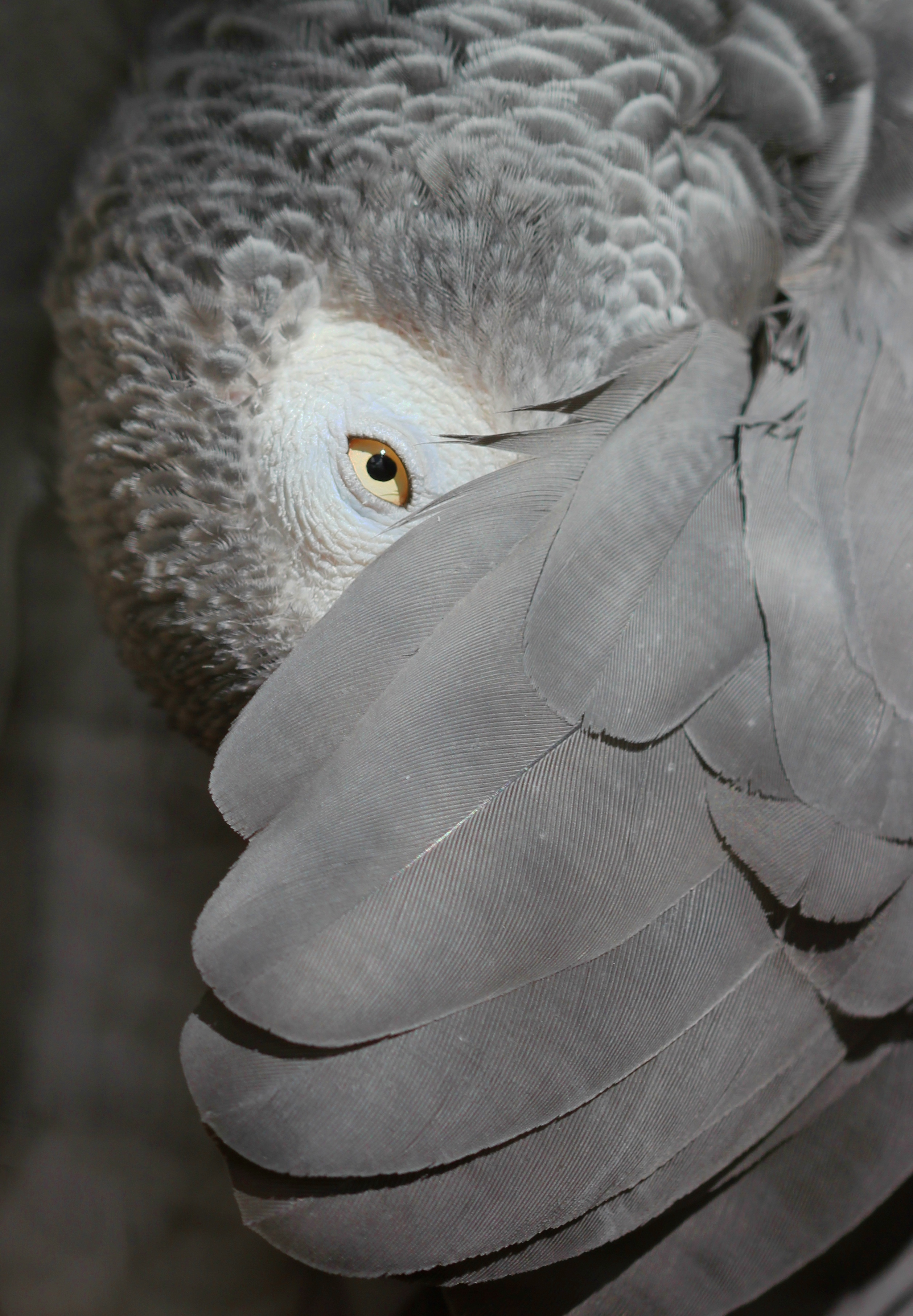
Папуга сірий (підвид Psittacus erithacus erithacus), що причепурюється і виглядає з-під крила. Зоопарк Окленда, Нова Зеландія

Довжина тіла цього птаха від 35 до 40 см, крила 22–24,5 см. Хвіст короткий, його довжина майже у два рази менше за довжину крил. Загальний тон забарвлення сірий, але пір'я тулуба має світлі кінчики, через що створюється враження лускового забарвлення. Навколо очей, на лобі, нижній частині черева і підхвісті забарвлення світло-сіре, майже біле. Ноги чорні. Статевого диморфізму в забарвленні немає.

## Розповсюдження
Мешкає переважно в Західній та Центральній Африці (Ангола, Конго, Гвінея, Сьєрра-Леоне, Ліберія).

## Спосіб життя
Цей птах переважно населяє вологі тропічні ліси. Відпочиває і гніздиться на високих деревах. Може здійснювати польоти на поля із зерновими культурами та спустошувати їх. Живиться різноманітними плодами, ягодами та горіхами.

## Розмноження

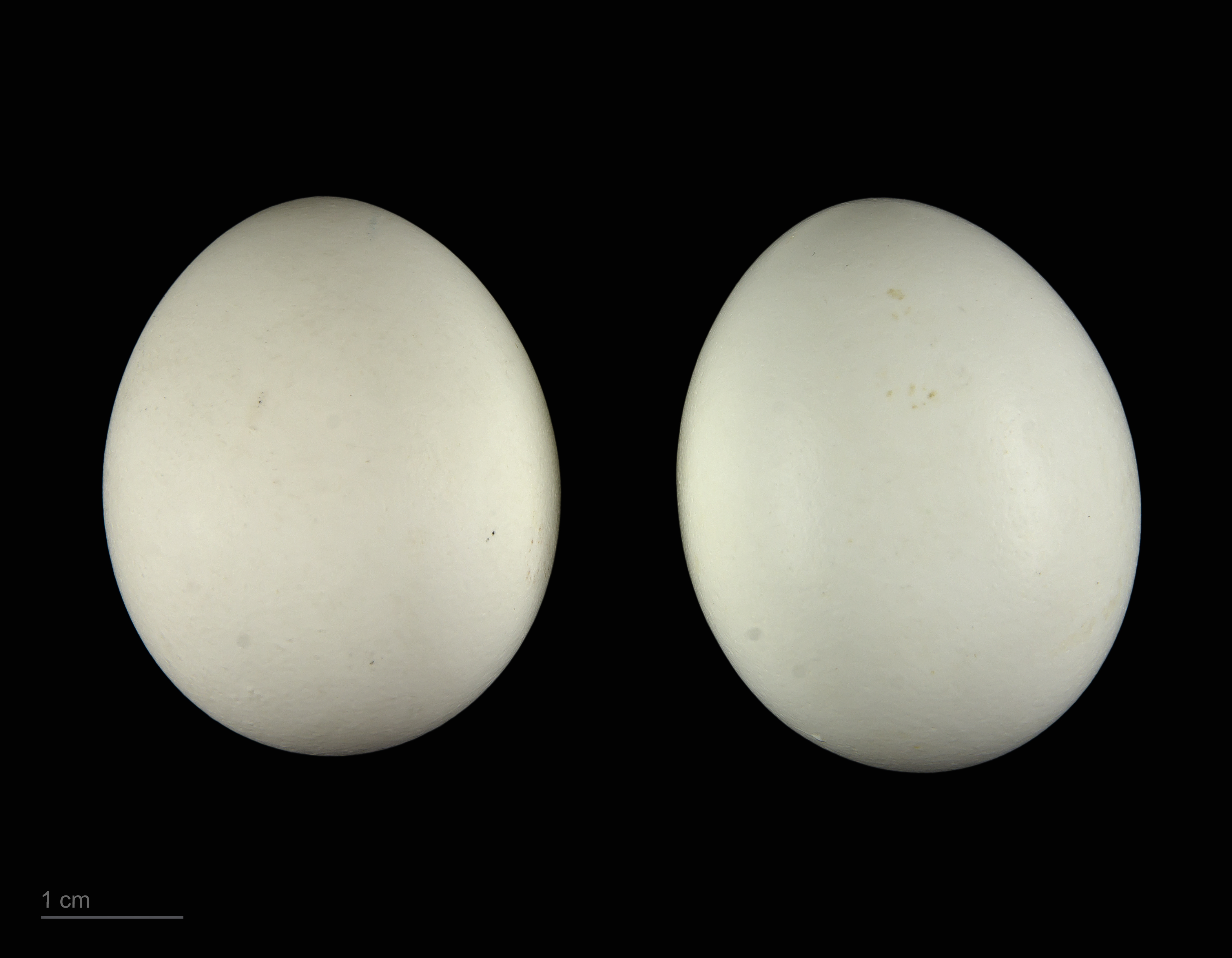
Яйце Psittacus erithacus — Тулузький музей

Гніздо сірий папуга влаштовує в дуплах дерев. У шлюбний період самець виконує характерний шлюбний танець: він злегка наїжачує своє оперення, припускає крила та обтанцьовує самку, видаючи при цьому звуки, схожі на скиглення щенят або кректання. Самка видає такі ж звуки та приймає позу пташеняти, що випрошує корм. Самець або годує її, або імітує годування. Самець і самка таким чином поводяться по декілька разів на день, сам шлюбний танець триває приблизно 5–10 хвилин. Через деякий час самка починає відкладати яйця. У кладці 3–4 білих яйця. За 3–4 дні самка завершує кладку. Насиджування триває 30 днів, після вилуплення пташенят самка в перші дні не покидає гніздо, а самець її годує та охороняє. У віці трохи понад двоє місяців пташенята вилітають з гнізда, але ще якийсь час потребують допомоги батьків.

## Утримання в неволі
Ці папуги є дуже популярними серед любителів домашніх тварин. Їх часто тримають в клітках за здатність імітувати людську мову та інші звуки (самці навчаються легше, ніж самки). Цей папуга може запам'ятати понад 100 слів або словосполучень. Дослідження цього птаха показали, що його можна навчити розуміти значення кількох десятків слів з-поміж тих, що він вимовляє. Деякі слова він пам'ятає до 10 років і більше. Прирученню піддаються папуги будь-якого віку. У неволі може жити до 50 років.
У стародавні часи ці папуги були популярною прикрасою палаців в африканських країнах. У пізніші часи вони з'явилися та у європейських аристократів.

## Класифікація
Вид зазвичай поділяють на 2 підвиди.
- Червонохвостий або конголезький жако (Psittacus erithacus erithacus, L. 1758) — підвид, що мешкає на сході та півдні ареалу. Довжина тіла цього підвиду досягає до 35 см, забарвлення оперення світло-сіре, пір'я хвоста яскраво-червоне, дзьоб чорний, райдужка світло-сіра.
- Бурохвостий жако (Psittacus erithacus timneh, Frazer 1844) — підвид, що мешкає на північному заході ареалу, переважно на узбережжі Гвінеї, Ліберії та Сьєрра-Леоне. Довжина тіла цього підвиду близько 29 см. Оперення темно-сіре, пір'я хвоста буро-червоне, дзьоб кольору слонової кости, у деяких особин з червонуватим відтінком.

## Охорона
Відповідно до критеріїв Міжнародного союзу охорони природи з 2012 року жако належав до уразливих видів. Проте з жовтня 2016 року виду було надано статус «під загрозою вимирання». Підвищення рівня загрози є спільним наслідком вилучення птахів з природи та торгівлі ними, а також знищення лісів.